# 山地山龙眼
山地山龙眼（学名：Helicia clivicola）为山龙眼科山龙眼属下的一个种。

## 扩展阅读
- 維基物種上的相關：山地山龙眼